# Kostel Nanebevzetí Panny Marie (Velichov)
Kostel Nanebevzetí Panny Marie ve Velichově je římskokatolický filiální kostel v ostrovské farnosti v okrese Karlovy Vary. Od roku 2009 je chráněn jako kulturní památka České republiky.

## Historie
První farní kostel ve Velichově byl poprvé zmíněn již v roce 1384. Stál až do počátku třicetileté války, ve které byl roku 1621 vypálen. Poté ho nahradil raně barokní kostel, jehož údržba byla postupně zanedbávána. Na konci devatenáctého století byl v tak špatném stavu, že ho odborná komise prohlásila za neopravitelný, a proto byl v roce 1895 zbořen. Ve stejném roce začala výstavba kostela v novogotickém slohu dokončená roku 1896. O rok později byl nový kostel dne 22. května vysvěcen světícím biskupem Ferdinandem Johannem Kalousem.
Po druhé světové válce začal kostel znovu chátrat. Nerozkradená část vybavení byla převezena do jiných kostelů. Až v roce 2008 získala obec Velichov kostel do svého vlastnictví a zahájila jeho postupnou rekonstrukci.

## Stavební podoba
Jednolodní kostel má obdélnou loď, na kterou navazuje užší presbytář se čtvercovým půdorysem o rozměrech 7,5 × 7,5 metru. K jeho jihovýchodní stěně přiléhá sakristie. V průčelí stojí hranolová věž se zvonicí. Uvnitř je dvěma poli křížové klenby zaklenutý presbytář od lodi oddělen polokruhovým triumfálním obloukem. Stejný typ klenby byl použit v sakristii. Loď má plochý kazetový strop.